# Пожня (Тверська область)
Пожня (рос. Пожня) — присілок в Торопецькому районі Тверської області Російської Федерації.
Населення становить 330 осіб. Входить до складу муніципального утворення Пожинське сільське поселення.

## Історія
Від 2005 року входить до складу муніципального утворення Пожинське сільське поселення.

## Населення
| 2010 |
| ---- |
| 330  |